# Angelica Moratelli
Angelica Moratelli (Trento, 17 agosto 1994) è una tennista italiana.

## Carriera

### 2013 - 2018
Angelica Moratelli ha vinto il suo primo torneo del circuito ITF a Linköping il 17 febbraio 2013 battendo in finale la svedese Malin Ulvefeldt con il punteggio di 7–6(5), 6-1.
Il 13 aprile 2013 ha perso la finale del torneo ITF di Edgbaston contro la russa Ekaterina Byčkova.
Nel maggio 2013 ha ottenuto una wild-card per accedere alle qualificazioni del Torneo WTA Premier di Roma, dove è stata eliminata già al primo ostacolo dalla spagnola Garbiñe Muguruza Blanco con il punteggio di 1-6, 1-6.
Il 17 gennaio 2016 si aggiudica il secondo titolo ITF della carriera battendo in finale ad Hammamet la svizzera Karin Kennel. Il 7 febbraio 2016 vince ad Hammamet il suo terzo titolo della carriera contro la francese Audrey Albie. Il 14 febbraio 2016, si aggiudica, la finale del torneo di Hammamet contro la francese Margot Yerolymos con il punteggio di 6-2, 6-2.
Il 9 maggio 2016, in coppia con Claudia Giovine, supera al primo turno del doppio degli Torneo WTA Premier di Roma il duo cinese formato da Xu e Zheng con il punteggio di 0-6, 6-3, 10-5. Viene poi sconfitta da Babos e Shvedova per 6-3, 6-2.
Il 18 giugno 2016 ad Oeiras vince il suo quinto torneo in carriera, il quarto della stagione, battendo in finale l'argentina Bosio con il punteggio di 6-4, 6-2.
Il 25 marzo 2018 in Francia, sconfiggendo la francese Marine Partaud, si aggiudica il torneo circuito ITF di Le Havre.
In seguito, il 20 e il 27 maggio 2018 riesce a conquistare il titolo di vincitrice in entrambi i tornei circuito ITF svolti consecutivamente ad Hammamet, battendo la francese Jade Suvrijn la prima settimana e l’italiana Nastassja Burnett la seconda.
Il 23 giugno 2018 vince il torneo circuito ITF di Sassuolo, battendo la tedesca Anne Schaefer con il punteggio di 6-4 6-3. Questo è il suo 9º titolo della carriera, il 4^ della stagione.

### 2019 - 2022
Dopo il successo del settembre 2019 nella finale di doppio nell'ITF W25 di Trieste, il 25 gennaio 2020, in coppia con la russa Alena Fomina, a Stoccarda vince il suo 20º torneo di doppio del circuito ITF e terzo della stagione su cinque finali.
Nel 2020 vince un titolo, sempre in doppio a Stoccarda in coppia con Alena Fomina-Klotz, perdendo finali a Cordenons e Lousada dove, nel dicembre 2021, torna a vincere un ITF in singolare a tre anni e mezzo dall'ultimo successo; in doppio invece raggiunge quattro volte la finale senza mai riuscire a conquistare il titolo. Nella stagione 2022 raggiunge la diciottesima finale ITF ad Agadir in singolare e vince sei titoli in doppio: tra questi il primo torneo in carriera da 60.000 dollari di montepremi a Cordenons insieme ad Eva Vedder.

### 2023: primo titolo WTA 125 e prima Finale WTA in doppio
Ottiene una wild card per il torneo di doppio degli Internazionali d'Italia di Roma insieme a Camilla Rosatello: la coppia italiana supera nel primo turno Kenin e Sasnovič prima di perdere agli ottavi contro le future vincitrici del torneo Hunter e Mertens. Sempre con Rosatello ottiene nel resto della stagione i migliori risultati della sua carriera: la prima finale a livello WTA a Palermo a luglio, il titolo WTA 125 a Bucarest a settembre, il titolo ITF da 100.000 dollari a Le Franqueses del Vallés ad ottobre. A queste vittorie si aggiungono altri due titoli ITF da 60.000 dollari, un quarto trofeo vinto a novembre a Solarino, stavolta con Lisa Pigato, le prestazioni di Moratello le permettono una rapida scalata del ranking WTA di doppio fino all'ingresso in top 100.

### 2024: United Cup, terzo turno agli US Open e best ranking in doppio
Inizia la stagione con la spedizione italiana in United Cup dove disputa l'incontro di doppio misto in coppia con Lorenzo Sonego contro la rientrante Angelique Kerber e Zverev nel primo match contro la Germania, perdendo in due set. Nel circuito WTA debutta nel torneo di Adelaide in coppia con la britannica Murray Sharan, raggiungendo i quarti grazie alla vittoria contro le australiane Micic e Smith e ritoccando il personale best ranking alla posizione numero 78 e in seguito gioca il suo primo match in un torneo Slam agli Australian Open in coppia con la britannica Murray Sharan, perdendo subito contro le ungheresi Bondár e Babos. In coppia con Rosatello raggiunge la finale nel WTA 125 di Puerto Vallarta, perdendo contro Shymanovic e Zarazúa, poi ad Antalya dove le azzurre conquistano il titolo battendo Babos e Zvonarëva e infine nell'ITF da 100.000 dollari di Saragoza. A maggio la coppia ottiene una wild card per gli Internazionali d'Italia dove superano il primo turno contro le cinesi Guo e Jiang prima di perdere agli ottavi contro Olmos e Panova; partecipa, sempre con la stessa formazione, anche al Roland Garros ma qui la coppia italiana viene battuta al primo turno da Pera e Linette. In seguito raggiunge altre due finali WTA125 questa volta in coppia con la messicana Zarazúa, a Bari, dove vengono battute in finale da Danilina e Kromacheva, e a Valencia. Debutta anche a Wimbledon, in coppia con Podoroska e perdendo al primo turno contro Katō e Zhang. Ad agosto raggiunge a Gran Canaria la terza finale in un torneo ITF da 100.000 dollari con Santamaria ma viene sconfitta da Stollar e Piter. Gioca gli US Open in coppia con la rumena Cristian e ottiene le prime vittorie a livello slam in carriera: la coppia italo rumena elimina infatti prima il doppio numero 15 del seeding Eikeri / Neel, poi quello composto da Martić e Rogers (all'ultimo torneo in carriera), arrivando a giocare gli ottavi contro le numero 1 del torneo, Dabrowski e Routliffe. A settembre raggiunge la quarta finale in stagione e quinta in totale in un WTA 125 a Guadalajara, ancora in coppia con Sabrina Santamaria, perdendo il match decisivo contro Pitar e Stollár. Il risultato la porta per la prima volta alla posizione 62 del ranking di doppio.

## Statistiche WTA

### Doppio

#### Sconfitte (3)
| Legenda              |
| -------------------- |
| Grande Slam (0)      |
| Argenti Olimpici (0) |
| WTA Finals (0)       |
| WTA Elite Trophy (0) |
| Dal 2021             |
| WTA 1000 (0)         |
| WTA 500 (0)          |
| WTA 250 (3)          |

| N. | Data            | Torneo                         | Superficie  | Compagna           | Avversarie in finale               | Punteggio |
| 1. | 23 luglio 2023  | Palermo Ladies Open, Palermo   | Terra rossa | Camilla Rosatello  | Jana Sizikova Kimberley Zimmermann | 2-6, 4-6  |
| 2. | 9 febbraio 2025 | Transylvania Open, Cluj-Napoca | Cemento (i) | Jaqueline Cristian | Magali Kempen Anna Sisková         | 3-6, 1-6  |
| 3. | 23 maggio 2025  | Marocco Open, Rabat            | Terra rossa | Camilla Rosatello  | Maya Joint Oksana Kalašnikova      | 3-6, 5-7  |

## Circuito WTA 125

### Doppio

#### Vittorie (2)
| N. | Data              | Torneo                             | Superficie  | Compagna          | Avversarie in finale                    | Punteggio         |
| 1. | 16 settembre 2023 | Țiriac Foundation Trophy, Bucarest | Terra rossa | Camilla Rosatello | Valentini Grammatikopoulou Anna Sisková | 7-5, 6-4          |
| 2. | 30 marzo 2024     | Megasaray Hotels Open, Adalia      | Terra rossa | Camilla Rosatello | Tímea Babos Vera Zvonarëva              | 6-3, 3-6, [15-13] |

#### Sconfitte (5)
| N. | Data             | Torneo                                   | Superficie  | Compagna           | Avversarie in finale           | Punteggio        |
| 1. | 25 febbraio 2024 | Puerto Vallarta Open, Puerto Vallarta    | Cemento     | Camilla Rosatello  | Iryna Šymanovič Renata Zarazúa | 2-6, 6(1)-7      |
| 2. | 8 giugno 2024    | Open delle Puglie, Bari                  | Terra rossa | Renata Zarazúa     | Anna Danilina Irina Chromačëva | 1-6, 3-6         |
| 3. | 16 giugno 2024   | Open Internacional de Valencia, Valencia | Terra rossa | Renata Zarazúa     | Katarzyna Piter Fanny Stollár  | 1-6, 6-4, [8-10] |
| 4. | 6 settembre 2024 | Guadalajara 125 Open, Guadalajara        | Cemento     | Sabrina Santamaria | Katarzyna Piter Fanny Stollár  | 4-6, 5-7         |
| 5. | 3 maggio 2025    | Open 35 de Saint-Malo, Saint-Malo        | Terra rossa | Oksana Kalašnikova | Maia Lumsden Makoto Ninomiya   | 5-7, 2-6         |

## Statistiche ITF

### Singolare

#### Vittorie (10)
| Torneo $100.000 (0) |
| Torneo $80.000 (0)  |
| Torneo $75.000 (0)  |
| Torneo $60.000 (0)  |
| Torneo $50.000 (0)  |
| Torneo $40.000 (0)  |
| Torneo $25.000 (0)  |
| Torneo $15.000 (4)  |
| Torneo $10.000 (5)  |

| N.  | Data             | Torneo                                 | Superficie      | Avversaria in finale | Punteggio         |
| 1.  | 17 febbraio 2013 | Linköping Ladies, Linköping            | Cemento (i)     | Malin Ulvefeldt      | 7-6(5), 6-1       |
| 2.  | 17 gennaio 2016  | Hammamet Open, Hammamet                | Terra rossa     | Karin Kennel         | 6-3, 6-3          |
| 3.  | 7 febbraio 2016  | Hammamet Open, Hammamet                | Terra rossa     | Audrey Albié         | 7-6(3), 6-4       |
| 4.  | 14 febbraio 2016 | Hammamet Open, Hammamet                | Terra rossa     | Margot Yerolymos     | 6-2, 6-2          |
| 5.  | 19 giugno 2016   | Women Oeiras Magnesium OK, Oeiras      | Terra rossa     | Victoria Bosio       | 6-4, 6-2          |
| 6.  | 25 marzo 2018    | Open du Havre, Le Havre                | Terra rossa (i) | Marine Partaud       | 5-7, 6-1, 6-4     |
| 7.  | 20 maggio 2018   | Hammamet Open, Hammamet                | Terra rossa     | Jade Suvrijn         | 7-5, 7-5          |
| 8.  | 27 maggio 2018   | Hammamet Open, Hammamet                | Terra rossa     | Nastassja Burnett    | 6-3, 6-3          |
| 9.  | 23 giugno 2018   | Memorial Rossini Trofeo BPER, Sassuolo | Terra rossa     | Anne Schäfer         | 6-3, 6-3          |
| 10. | 5 dicembre 2021  | Lousada Indoor Open, Lousada           | Cemento (i)     | Celia Cerviño Ruiz   | 6-3, 1-6, 7-6(11) |

#### Sconfitte (8)
| Torneo $100.000 (0) |
| Torneo $80.000 (0)  |
| Torneo $75.000 (0)  |
| Torneo $60.000 (0)  |
| Torneo $50.000 (0)  |
| Torneo $40.000 (0)  |
| Torneo $25.000 (2)  |
| Torneo $15.000 (3)  |
| Torneo $10.000 (3)  |

| N. | Data             | Torneo                                   | Superficie  | Avversaria in finale | Punteggio     |
| 1. | 15 aprile 2012   | ITF Women's Circuit Heraklion, Heraklion | Sintetico   | Silvia Njirić        | 4-6, 6(4)-7   |
| 2. | 15 luglio 2012   | Trofeo Mabo, Torino                      | Terra rossa | Estelle Guisard      | 4-6, 4-6      |
| 3. | 13 aprile 2013   | AEGON Pro Series Edgbaston, Edgbaston    | Cemento (i) | Ekaterina Byčkova    | 4-6, 3-6      |
| 4. | 20 maggio 2018   | Hammamet Open, Hammamet                  | Terra rossa | Sandra Zaniewska     | 6(4)–7, 2–6   |
| 5. | 11 febbraio 2018 | Hammamet Open, Hammamet                  | Terra rossa | Natalia Siedliska    | 6–3, 3–6, 3–6 |
| 6. | 13 gennaio 2019  | Magic Tours, Monastir                    | Cemento     | Anastasija Komardina | 4–6, 1–6      |
| 7. | 13 febbraio 2022 | Antalya Series, Adalia                   | Terra rossa | Séléna Janicijevic   | 3-6, 2-6      |
| 8. | 7 agosto 2022    | Morocco Tennis Tour, Agadir              | Terra rossa | Gergana Topalova     | 6-2, 2-6, 3-6 |

### Doppio

#### Vittorie (31)
| Torneo $100.000 (1) |
| Torneo $80.000 (0)  |
| Torneo $75.000 (0)  |
| Torneo $60.000 (3)  |
| Torneo $50.000 (0)  |
| Torneo $40.000 (0)  |
| Torneo $25.000 (8)  |
| Torneo $15.000 (11) |
| Torneo $10.000 (8)  |

| N.  | Data              | Torneo                                                           | Superficie  | Compagna           | Avversaria in finale                   | Punteggio           |
| 1.  | 15 agosto 2011    | Internazionali di Tennis dell'Umbria, Todi                       | Terra rossa | Federica Di Sarra  | Stephanie Bengson Kirsten Flower       | 7-6(5), 7-5         |
| 2.  | 24 agosto 2012    | KELAG Ladies Open, Pörtschach am Wörther See                     | Terra rossa | Milana Špremo      | Lara Michel Tess Sugnaux               | 1-6, 6-4, [10-4]    |
| 3.  | 29 settembre 2012 | ITF Women's Circuit Prague, Praga                                | Terra rossa | Lucy Brown         | Kateřina Kramperová Magda Linette      | 6-3, 5-7, [10-6]    |
| 4.  | 12 settembre 2014 | Forte Village International Tournament, Pula                     | Terra rossa | Alice Balducci     | Cristiana Ferrando Stefania Rubini     | 6-1, 6-4            |
| 5.  | 6 febbraio 2016   | Hammamet Open, Hammamet                                          | Terra rossa | Petra Januskova    | Deborah Kerfs Alina Wessel             | 6-1, 6-2            |
| 6.  | 16 aprile 2016    | Hammamet Open, Hammamet                                          | Terra rossa | Petra Januskova    | Maria Palhoto Charlotte Roemer         | 7-6(5), 7-5         |
| 7.  | 23 aprile 2016    | Hammamet Open, Hammamet                                          | Terra rossa | Manon Arcangioli   | Inès Ibbou Petra Januskova             | 6-3, 6-4            |
| 8.  | 12 agosto 2016    | Torneo Internazionale Femminile Aprilia, Aprilia                 | Terra rossa | Giorgia Marchetti  | Deborah Chiesa Emilie Francati         | 6-1, 6-3            |
| 9.  | 4 febbraio 2017   | Hammamet Open, Hammamet                                          | Terra rossa | Giorgia Marchetti  | Hsu Chieh-yu Jana Sizikova             | 6-4, 6-3            |
| 10. | 11 febbraio 2017  | Hammamet Open, Hammamet                                          | Terra rossa | Giorgia Marchetti  | Hsu Chieh-yu Victoria Muntean          | 2-6, 6-3, [10-8]    |
| 11. | 18 agosto 2017    | Warmia Mazury Open, Mrągowo                                      | Terra rossa | Jade Suvrijn       | Maia Lumsden Anastasija Šošjna         | 6-4, 6-4            |
| 12. | 25 agosto 2017    | Warmia Mazury Open, Mrągowo                                      | Terra rossa | Marine Partaud     | Akiko Okuda Kelly Williford            | 6-3, 6-3            |
| 13. | 30 settembre 2017 | Hammamet Open, Hammamet                                          | Terra rossa | Natasha Piludu     | Mia Nicole Eklund Amy Zhu              | 6-4, 6-2            |
| 14. | 4 novembre 2017   | Hammamet Open, Hammamet                                          | Terra rossa | Natasha Piludu     | Dominique Karregat Caroline Romeo      | 6-2, 7-5            |
| 15. | 17 febbraio 2018  | Hammamet Open, Hammamet                                          | Terra rossa | Melania Delai      | Dominique Karregat Caroline Romeo      | 6-2, 6-4            |
| 16. | 19 maggio 2018    | Hammamet Open, Hammamet                                          | Terra rossa | Marie Benoît       | Uljana Ajzatulina Julyette Steur       | 6-3, 6-4            |
| 17. | 10 giugno 2018    | Óbidos Ladies Open, Óbidos                                       | Sintetico   | Linnea Malmqvist   | Berfu Cengiz Sara Tomic                | 7-5, 2-1, rit.      |
| 18. | 27 aprile 2019    | Magic Tours, Tabarka                                             | Terra rossa | Karolína Beránková | Sarah Lee Chelsea Van Houtte           | 7-5, 4-6, [10-7]    |
| 19. | 22 giugno 2019    | Padova Challenge Open, Padova                                    | Terra rossa | Cristina Dinu      | Carolina Meligeni Alves Gabriela Cé    | 7-5, 4-6, [10-8]    |
| 20. | 19 settembre 2019 | CMG Tennis Cup, Trieste                                          | Terra rossa | Cristina Dinu      | Dalma Gálfi Valentini Grammatikopoulou | 7-6(7), 3-6, [10-8] |
| 21. | 25 gennaio 2020   | Internationale Württembergische Hallenmeisterschaften, Stoccarda | Cemento     | Alena Fomina       | Karolína Beránková Francisca Jorge     | 7-5, 6-2            |
| 22. | 26 marzo 2022     | Vilas Academy Calvia Open, Palma Nova                            | Terra rossa | Aurora Zantedeschi | Bianca Elena Bărbulescu Briana Szabó   | 7-5, 6-2            |
| 23. | 10 maggio 2022    | ForteVillage ITF Trophy, Pula                                    | Terra rossa | Camilla Rosatello  | Francisca Jorge Matilde Jorge          | 6-4, 7-5            |
| 24. | 29 luglio 2022    | Internazionali di Tennis del Friuli Venezia Giulia, Cordenons    | Terra rossa | Eva Vedder         | Yuliana Lizarazo Aurora Zantedeschi    | 6-3, 6-2            |
| 25. | 6 agosto 2022     | Morocco Tennis Tour, Agadir                                      | Terra rossa | Aurora Zantedeschi | Jacqueline Cabaj Awad Martina Colmegna | 6-2, 4-6, [10-7]    |
| 26. | 24 settembre 2022 | ForteVillage ITF Trophy, Pula                                    | Terra rossa | Camilla Rosatello  | Jennifer Ruggeri Noelia Zeballos       | 6-4, 6-4            |
| 27. | 16 ottobre 2022   | ForteVillage ITF Trophy, Pula                                    | Terra rossa | Camilla Rosatello  | Jessie Aney Sapfo Sakellaridi          | 6(4)-7, 7-5, [10-5] |
| 28. | 17 giugno 2023    | BMW Roma Cup, Roma                                               | Terra rossa | Camilla Rosatello  | Oana Gavrilă Sapfo Sakellaridi         | 3-6, 6-0, [10-7]    |
| 29. | 4 agosto 2023     | Internazionali di Tennis del Friuli Venezia Giulia, Cordenons    | Terra rossa | Camilla Rosatello  | Isabelle Haverlag Eva Vedder           | 0-6, 6-2, [10-5]    |
| 30. | 28 ottobre 2023   | Torneig Internacional Els Gorchs, Les Franqueses del Vallès      | Cemento     | Camilla Rosatello  | Gao Xinyu Darja Semeņistaja            | 4-6, 7-5, [10-6]    |
| 31. | 17 novembre 2023  | GVH Cup, Solarino                                                | Sintetico   | Lisa Pigato        | Sofia Šapatava Emily Webley-Smith      | 6-3, 6-4            |

#### Sconfitte (28)
| Torneo $100.000 (2) |
| Torneo $80.000 (0)  |
| Torneo $75.000 (0)  |
| Torneo $60.000 (2)  |
| Torneo $50.000 (0)  |
| Torneo $40.000 (0)  |
| Torneo $25.000 (11) |
| Torneo $15.000 (7)  |
| Torneo $10.000 (6)  |

| N.  | Data              | Torneo                                                      | Superficie      | Compagna              | Avversaria in finale                          | Punteggio           |
| 1.  | 11 ottobre 2012   | Sarajevo Ladies Open, Sarajevo                              | Terra rossa     | Milana Špremo         | Barbora Krejčíková Tereza Malíková            | 3-6, 2-6            |
| 2.  | 7 marzo 2014      | Internationaux Féminins d'Amiens, Amiens                    | Terra rossa (i) | Anna-Giulia Remondina | Isabella Šinikova Alyona Sotnikova            | 1-6, 4-6            |
| 3.  | 30 agosto 2014    | Torneo Internazionale Caslano, Caslano                      | Terra rossa     | Lisa Sabino           | Alexandra Nancarrow Eva Wacanno               | 0–6, 3–6            |
| 4.  | 16 gennaio 2016   | Hammamet Open, Hammamet                                     | Terra rossa     | Petra Januskova       | Corinna Dentoni Ilona Kramen'                 | 6(2)–7, 7–5, [5–10] |
| 5.  | 23 gennaio 2016   | Hammamet Open, Hammamet                                     | Terra rossa     | Petra Januskova       | Anastasia Grymalska Ilona Kramen'             | 6(5)–7, 1–6         |
| 6.  | 5 agosto 2016     | ITF Women's Circuit Tarvisio, Tarvisio                      | Terra rossa     | Anna-Giulia Remondina | Chiara Quattrone Ljudmila Samsonova           | 6-3, 4-6, [6-10]    |
| 7.  | 17 settembre 2016 | Hammamet Open, Hammamet                                     | Terra rossa     | Svjatlana Piraženka   | Kassandra Davesne Barbara Kötelesová          | w/o                 |
| 8.  | 2 settembre 2017  | Warmia Mazury Open, Mrągowo                                 | Terra rossa     | Marine Partaud        | Daria Kuczer Marta Leśniak                    | 2–6, 3–6            |
| 9.  | 2 marzo 2019      | Open GDF SUEZ de la Ville de Macon, Mâcon                   | Cemento (i)     | Claudia Giovine       | Lesley Kerkhove Bibiane Schoofs               | 2-6, 4-6            |
| 10. | 9 marzo 2019      | Tournoi International Féminin de l'AAC, Amiens              | Terra rossa (i) | Anna Popescu          | Maelys Bougrat Emeline Dartron                | 3–6, 2–6            |
| 11. | 28 agosto 2020    | Acqua Dolomia Serena Wines Tennis Cup, Cordenons            | Terra rossa     | Nika Radisič          | Martina Colmegna Federica Di Sarra            | 2-6, 6(7)-7         |
| 12. | 31 ottobre 2020   | Lousada Indoor Open, Lousada                                | Cemento (i)     | Claudia Giovine       | Susan Bandecchi Lara Salden                   | 4–6, 3–6            |
| 13. | 17 luglio 2021    | Telavi Open, Telavi                                         | Terra rossa     | Victoria Bosio        | Lina Ǵorčeska Valerija Strachova              | 6-4, 4-6, [5-10]    |
| 14. | 24 luglio 2021    | Telavi Open, Telavi                                         | Terra rossa     | Victoria Bosio        | Eva Vedder Stéphanie Visscher                 | 6-3, 4-6, [11-13]   |
| 15. | 7 agosto 2021     | Regione Abruzzo ITF World Tennis Tour, Pescara              | Terra rossa     | Victoria Bosio        | Cristina Dinu Ioana Loredana Roșca            | 2-6, 7-5, [3-10]    |
| 16. | 11 settembre 2021 | Leiria Women's Tour, Leiria                                 | Cemento         | Celia Cerviño Ruiz    | Carolina Meligeni Alves Anastasija Tichonova  | 4-6, 4-6            |
| 17. | 12 febbraio 2022  | Antalya Series, Adalia                                      | Terra rossa     | Amarissa Kiara Tóth   | Mariana Dražić Katharina Hobgarski            | 5-7, 4-6            |
| 18. | 19 marzo 2022     | Vilas Academy Calvia Open, Palma Nova                       | Terra rossa     | Aurora Zantedeschi    | Veronika Erjavec Nina Potočnik                | 5-7, 3-6            |
| 19. | 22 luglio 2022    | ITF F.B.M Tennis Tournament Memorial Poppy Vinti, Perugia   | Terra rossa     | Ángela Fita Boluda    | Veronika Erjavec Valerija Strachova           | w/o                 |
| 20. | 1º ottobre 2022   | ForteVillage ITF Trophy, Pula                               | Terra rossa     | Lisa Pigato           | Amina Anšba Oana Georgeta Simion              | 3-6, 1-6            |
| 21. | 21 ottobre 2022   | ForteVillage ITF Trophy, Pula                               | Terra rossa     | Nuria Brancaccio      | Jessie Aney Sapfo Sakellaridi                 | 6(2)-7, 5-7         |
| 22. | 2 dicembre 2022   | Women Val Gardena Südtirol Raiffeisen, Selva di Val Gardena | Cemento (i)     | Xenia Knoll           | Katarina Jokić Taylor Ng                      | 3-6, 2-6            |
| 23. | 8 aprile 2023     | ForteVillage ITF Trophy, Pula                               | Terra rossa     | Arantxa Rus           | Weronika Falkowska Valentini Grammatikopoulou | 1-6, 1-6            |
| 24. | 26 agosto 2023    | Zubr Cup, Přerov                                            | Terra rossa     | Camilla Rosatello     | Sapfo Sakellaridi Anna Sisková                | 2-6, 3–6            |
| 25. | 2 settembre 2023  | Kuchyně Gorenje Prague Open, Praga                          | Terra rossa     | Camilla Rosatello     | Martyna Kubka Jibek Kulambaeva                | 6(3)-7, 4-6         |
| 26. | 7 ottobre 2023    | ForteVillage ITF Trophy, Pula                               | Terra rossa     | Nuria Brancaccio      | Veronika Erjavec Justina Mikulskytė           | 6(6)-7, 0-6         |
| 27. | 13 aprile 2024    | Zaragoza Open, Saragozza                                    | Terra rossa     | Camilla Rosatello     | Miriam Kolodziejová Anna Sisková              | 2-6, 3-6            |
| 28. | 3 agosto 2024     | ITF World Tennis Tour Gran Canaria, Maspalomas              | Terra rossa     | Sabrina Santamaria    | Katarzyna Piter Fanny Stollár                 | 4-6, 2-6            |